# Calamus elmerianus
Calamus elmerianus là loài thực vật có hoa thuộc họ Arecaceae. Loài này được Becc. ex Elmer mô tả khoa học đầu tiên năm 1909.